# Ёсида, Араш
Араш Ёсида (яп. 吉田 アラシ Ёсида Араш, род. 11 января 2004) — японский борец вольного стиля, неоднократный чемпион Азии и Японии.

## Спортивные результаты
- Чемпион Азии (2023, 2025).
- Чемпион Японии (2023, 2024).

## Видео
- Чемпионат Азии 2023, вольная борьба, до 92 кг, финал: Араш Ёсида (Япония) — Ризабек Айтмухан (Казахстан)
- Чемпионат Азии 2025, вольная борьба, до 97 кг, финал: Ризабек Айтмухан (Казахстан) — Араш Ёсида (Япония)